# Metopa bruzeli
Metopa bruzeli är en kräftdjursart som först beskrevs av Goës 1866.  Metopa bruzeli ingår i släktet Metopa och familjen Stenothoidae. Inga underarter finns listade i Catalogue of Life.